# ۱۴۹ (قمری)
۱۴۹ (قمری)، صد و چهل و نهمین سال در گاهشماری هجری قمری است. اول محرم این سال برابر با بیستم فوریه سال ۷۶۶ میلادی است.